# Mundo Nobo
Mundo Nobo, Mundu Nobo – dzielnica (wijk) miasta Willemstad, w dystrykcie Willemstad, w kraju autonomicznym Curaçao, należącym do Holandii, w Ameryce Południowej. 20 października 2023 r. liczyła 2626 mieszkańców.  

## Osady
W skład dzielnicy wchodzi sześć osad (buurt):
| Lp. | Nazwa                  | Powierzchnia km² | Liczba mieszkańców |
| --- | ---------------------- | ---------------- | ------------------ |
| 1.  | Charo                  | 0,66             | 1278               |
| 2.  | Juan Domingo bij Colon | 0,12             | 151                |
| 3.  | Mundo Nobo             | 0,18             | 634                |
| 4.  | Parasasa               | 0,34             | 283                |
| 5.  | Plantersrust           | 0,10             | 135                |
| 6.  | Zakito                 | 0,76             | 173                |